# Il libro della guarigione
Il libro della guarigione (dall'in arabo کتاب الشفاء‎?, Kitab Al-Shifaʾ;) è un'enciclopedia scientifica scritta nell'XI secolo da Avicenna, medico, fisico, filosofo e scienziato dell'antica Persia.
Nel medioevo furono tradotti in latino soprattutto i trattati di logica (conosciuti sotto il titolo di Logica), filosofia della natura (Sufficientia o Communia naturalium), psicologia (Liber IV Naturalium) e   "Metafisica".
L'opera è divisa in quattro parti:
- I. Logica:  Commenti alle seguenti opere di Porfirio ed Aristotele: 1. Isagoge (Porfirio); 2. Categorie; 3. De Interpretatione; 4. Sillogismo (Primi Analitici); 5. Dimostrazione (Secondi Analitici); 6. Dialettica (Topici); 7. Elenchi sofistici; 8. Retorica; 9. Poetica.
- II. Fisica: 1. Physica; 2. De Caelo; 3. De Generatione et Corruptione; 4. Qualità e trasformazioni dei Quattro Elementi (Chimica) [Meteorologica IV]; 5. Meteorologia [Meteorologica I–III]; 6. De Anima; 7. Botanica; 8. Zoologia.
- III. Matematica: 1. Geometria [Euclide, Elementi]; 2. Astronomia [Tolomeo, Almagesto]; 3. Aritmetica [Nicomaco, Introduzione]; 4. Musica [Tolomeo, Armonica].
- IV. Metafisica

Nel saggio  Le divisioni della filosofia (Aqsām al-ḥikma), Avicenna presenta le seguenti divisioni della metafisica:
- I. Divisioni fondamentali
  - [A. Scienza Universale]
    - [i. Essere in quanto tale:] 1. Universali
    - [ii.Filosofia Prima:] 2. Principi delle scienze

  - [B. Teologia:]
    - [iii. Teologia Naturale:] 3. Dio e i Suoi Attributi
    - 4. Esseri Celestiali
    - 5. Provvidenza divina e governo del Tutto
- II.  Divisioni derivate
  - [iv. Metafisica dell'anima razionale:] 1. Rivelazione e Profezia
  - 2. Escatologia e vita dopo la morte

## Contenuto
Nel trattato, Avicenna afferma che necessariamente deve esistere un'anima astrale, complementare alle tre tipologie terrene di anima (vegetativa, animale e/o umana), poiché il moto degli astri non può essere altrimenti spiegato mediante forze fisiche specifiche. Ciò vale sebbene il loro moto sia deterministico e privo di gradi di libertà. Similmente, l'anima umana o quella animale è intesa come l'arbitro e la causa di un equilibrio stabile (e dinamico) fra opposte pulsioni innate dell'ego.
Dopo aver affrontato l'analogia dell'ente fra macrocosmo e microcosmo, prende in esame le interazioni fra mente e cervello. Dopo aver definito la mente, descrive varie aree del cervello e il sistema nervoso ad esse corrispondente. Quindi, tenta di localizzare le facoltà della mente all'interno di singole e specifiche aree del cervello.
Ad esempio, afferma che i nervi degli occhi si dipartono dalla parte posteriore del bulbo oculare per incrociarsi a "X" e separarsi nuovamente in un punto ubicato nel chiasma ottico del prosencefalo, per trasmettere successivamente l'informazione visiva al corpo genicolato laterale del talamo. Tuttavia, la percezione sensoriale e la facoltà di riconoscere i corpi fisici non sarebbero situati dietro al bulbo oculare o nel chiasmo ottico, bensì nel prosencefalo il cui danneggiamento comporterebbe una perdita permanente della vista. Questi dati troverebbero conferma nell'anatomia moderna.
Lo stesso tentativo meccanicistico viene proposto per l'immaginazione, l'illusione, la facoltà della memoria, la forza associata al sistema visivo e a quello uditivo. Le facoltà non localizzate causalmente nella materia cerebrale sono attribuite alla natura immateriale ed incorporea della mente.
L'interazione fra mente e cervello è reciproca e bidirezionale, ma muove dall'immaterialità della mente alla materialità del cervello. Essa presenta alcune corrispondenze cn la neuroscienza moderna.